# Спроможність (статистика)
У статистиці спромо́жність (англ. consistency) процедур, як-от обчислення довірчих інтервалів і здійснення перевірки гіпотез, є властивість їхньої бажаної поведінки, коли кількість елементів у наборі даних, до якого їх застосовують, зростає до нескінченності. Зокрема, спроможність означає, що зі збільшенням розміру вибірки результат процедури наближається до правильного. Використання цього терміна в статистиці походить від Рональда Фішера 1922 року.
Терміни спроможність (англ. consistency) та спроможний (англ. consistent) у статистиці застосовують лише у випадках, коли по суті ту саму процедуру можливо застосувати до будь-якої кількості елементів даних. У складних застосуваннях статистики існують різні способи, якими може зростати ця кількість елементів даних. Наприклад, записи про кількість опадів у певній місцевості можуть збільшуватися трьома способами: записами за додаткові часові періоди; записами для додаткових пунктів спостереження у незмінній області; записами для додаткових місць спостереження, отриманих шляхом розширення розміру цієї області. В таких випадках властивість спроможності може бути обмеженою лише одним або кількома можливими способами зростання розміру вибірки.

## Оцінювачі
Спроможний оцінювач (англ. consistent estimator) — це оцінювач, для якого, якщо оцінку розглядати як випадкову величину, що залежить від кількості n елементів у наборі даних, то зі збільшенням n ці оцінки збігаються за ймовірністю до значення, яке цей оцінювач призначений оцінювати.
Оцінювач, що має спроможність за Фішером (англ. Fisher consistency), — це такий, застосування якого до всієї сукупності, а не до вибірки, дало би істинне значення оцінюваного параметра.

## Перевірки
Спроможна перевірка (англ. consistent test) — це така перевірка, для якої потужність щодо незмінної хибної гіпотези зі збільшенням кількості елементів даних прямує до одиниці.

## Класифікування
У статистичному класифікуванні спроможний класифікатор (англ. consistent classifier) — це такий, для якого ймовірність правильної класифікації за заданого тренувального набору зі збільшенням розміру цього набору наближається до найкращої ймовірності, теоретично можливої, якби розподіли в загальній сукупності були повністю відомі.

## Взаємозв'язок із незміщеністю
Оцінювач або перевірка можуть бути спроможними, не будучи незміщеними. Класичним прикладом є вибіркове стандартне відхилення, що є зміщеним оцінювачем, але майже напевно збігається до очікуваного стандартного відхилення за законом великих чисел. Іншими словами, незміщеність не є необхідною умовою спроможності, тож на практиці можуть застосовувати зміщені оцінювачі й перевірки, з очікуванням, що результати будуть надійними, особливо за великих обсягів вибірки (зважаючи на визначення спроможності). Натомість оцінювач або перевірка, які не є спроможними, може бути важко виправдати в практиці, оскільки збирання додаткових даних не дає асимптотичної гарантії покращення якості результату.